# RADWIMPS LIVE&DOCUMENT 2014 ×と○と君と
『RADWIMPS LIVE&DOCUMENT 2014 ×と○と君と』（ラッドウィンプス ライブ アンド ドキュメント にせんじゅうよん ばつとまるときみと）は、2014年12月3日にEMI Records JapanからDVD及びBlu-ray Discで発売された、RADWIMPSのライブビデオである。

## 概要
2013年12月11日に発売された、RADWIMPS7枚目のスタジオアルバム「×と○と罪と」を携え、2014年2月から同年7月にかけて行われた33都市44公演のライブツアー「RADWIMPS GRAND PRIX 2014 実況生中継」から4月27日に行われたさいたまスーパーアリーナのライブ映像と、ツアーに完全密着したドキュメント映像作品を収録。
同時発売されるLIMITED EDITIONには、「RADWIMPS GRAND PRIX 2014 実況生中継」の映像と同内容のライブ音源と、BONUS TRACKである3月9日横浜アリーナでの「リユニオン」、7月20日沖縄コンベンションセンター展示棟での「25コ目の染色体」がダウンロードできるコードが封入。
また、11月7日から9日にかけて、全国13の映画館にて「RADWIMPS GRAND PRIX 2014 実況生中継」が先行上映された。

## 収録内容

### RADWIMPS GRAND PRIX 2014 実況生中継
ディレクター：谷聰志
- ドリーマーズ・ハイ
- One man live
- DARMA GRAND PRIX
- ギミギミック
- アイアンバイブル
- Tummy
- トレモロ
- ます。
- パーフェクトベイビー
- ブレス
- 実況中継
- おしゃかしゃま
- DADA
- 最後の晩餐
- シザースタンド
- ラストバージン
- 有心論
- 君と羊と青
- 会心の一撃
- 針と棘

- いいんですか？
- 05410-(ん)
- 五月の蝿

### RADWIMPS 2014 DOCUMENT 4X4
ディレクター：永戸鉄也